# Lauryn Hill
Lauryn Noel Hill (East Orange, 26 de Maio de 1975) conhecida como Lauryn Hill, é uma premiada cantora, compositora, rapper, produtora, atriz, estilista, modelo e instrumentista, norte-americana, conhecida por ser uma das maiores e melhores rappers mundiais. Lauryn ganhou notoriedade na música quando entrou para o grupo de rap e R&B Fugees, tornando-se a vocalista da banda.

## Biografia
Lauryn Hill nasceu no dia 26 de Maio de 1975 em East Orange, Nova Jérsei. Lauryn tem um irmão mais velho chamado Malaney, nascido em 1972. Sua família é evangélica, frequentando a denominação batista. Antes de nascer, seus pais moraram nas cidades de Nova Iorque e Newark , até se estabelecerem em East Orange, Nova Jérsei. Sua família sempre foi influenciada pela música: Sua mãe tocava piano, e seu pai cantava em festas de aniversário e de casamento.
Lauryn cresceu ouvindo grandes músicos como: Curtis Mayfield, Stevie Wonder, Aretha Franklin, e Gladys Knight. Durante a infância e a adolescência, Lauren participava das aulas de violino, teatro e do coral de música gospel de sua escola, tornando-se também líder de torcida. Foi vaiada em sua primeira apresentação aos 10 anos, e pensou em desistir da música, mas foi incentivada por sua mãe a continuar. A partir daí começou a focar sua carreira para o lado atriz, além de cantora, participando no teatro de peças musicais. Com o tempo acabou sendo aprovada em testes na TV, passando a cantar e fazer pequenas participações em programas de televisão e filmes.   

## Carreira

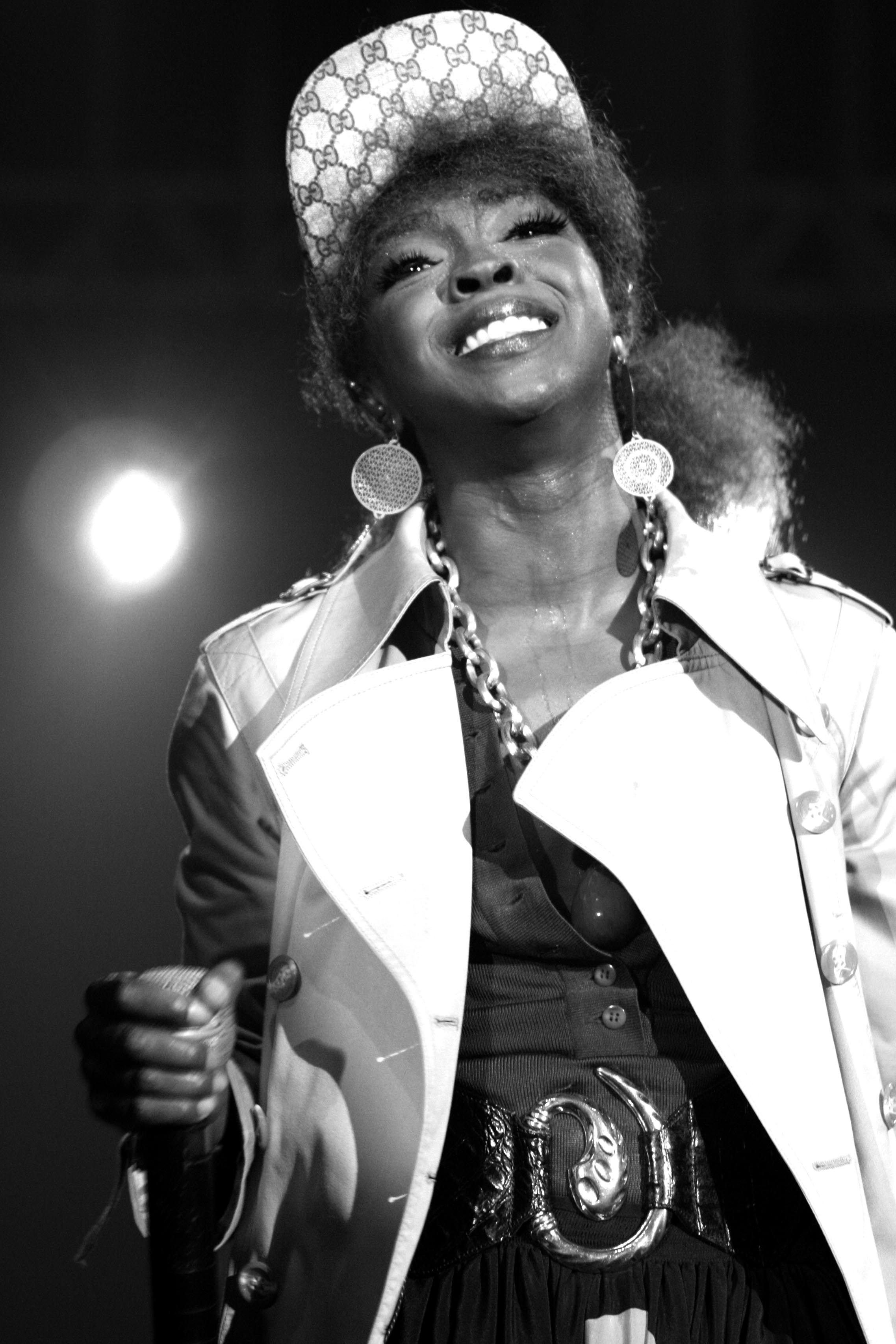
Lauryn Hill ao vivo no Tom Brasil em São Paulo, Brasil, em 2007.

Lauryn apareceu como destaque interpretando Rita Watson na segunda parte do filme Sister Act (com Whoopi Goldberg) e fez parte do trio musical The Fugees com Wyclef Jean e Pras Michel. O The Fugees acabou devido às constantes brigas internas entre os integrantes. A música mais conhecida deles é Killing Me Softly uma regravação de um sucesso na década de 70 de Roberta Flack.
Seu primeiro disco solo, The Miseducation of Lauryn Hill (1998), reinou nas paradas americanas durante quase todo o ano de seu lançamento. Além disso, garantiu a Hill onze indicações no prêmio Grammy de 1999, feito jamais alcançado por uma cantora. Hill levou cinco, entre eles o de Álbum do Ano e Melhor Cantora do Ano. O disco, uma mistura de rap, soul, reggae e rhythm & blues, também rendeu uma turnê ao lado dos rappers de Outkast. Em 27 de julho de 1998 lançou seu primeiro single intitulado; ''Doo Wop (That Thing)'' sendo escrita e produzida pela própria artista. O vídeo musical da faixa recebeu o primeiro prêmio na categoria Video of the Year na cerimónia MTV Video Music Awards de 99.
O álbum MTV Unplugged é autobiográfico e fala de suas decepções pessoais, tanto com a gravadora, e seu lado espiritual. O mais intrigante neste novo álbum ela se recusa a cantar musicas de seu álbum anterior, todas as faixas são emocionantes, ele revela muito segredos sobre o mundo da musica.

## Vida Pessoal
Em 1995 iniciou seu primeiro namoro com o empresário Rohan Marley, filho do cantor Bob Marley. Em 1996 foram morar juntos. O casal teve cinco filhos: Zion (1997), Selah (1998), Joshua (2001), John (2003) e Sarah (2008). Após um casamento conturbado, com muitas divergências e idas e vindas ao longo dos anos, o casal separou-se definitivamente em 2009.
Após relacionamentos com homens anônimos e famosos, mas sem assumir nenhum compromisso sério, divulgou para a imprensa estar novamente grávida. Em 23 de julho de 2011 deu à luz seu sexto filho, Micah.
A artista escondeu por sete meses a gravidez da mídia, e após o nascimento do menino, a princípio apontou-se que seu ex-marido era o pai do bebê, mas ambos negaram, e a cantora afirmou que seu filho é fruto de uma produção independente, informando que queria ter mais um filho sozinha, mas não queria manter um relacionamento, optando por engravidar de um amigo, mas que nunca revelou o nome. Atualmente solteira, a cantora é eventualmente vista acompanhada, mas por ser discreta, optou por não assumir algum relacionamento sério que venha a ter.
Todos os seus seis filhos nasceram de parto normal em Nova Iorque.
No ano de 2000, Hill decidiu afastar-se da fama, pois se sentia pressionada pelo público, passando a dedicar-se a família, fazendo apenas pequenos shows.
Hill cursou história de 1999 a 2000 na Columbia University, mas deixou os estudos universitários para dedicar-se a música.
Em 2013 ficou três meses presa por sonegação de impostos, tendo ficado um ano em liberdade condicional.
Em julho de 2018 lançou-se como estilista e modelo, estrelando uma campanha de inverno, e lançando uma coleção cápsula com a marca de agasalhos Woolrich.

## Discografia

### Álbuns de Estúdio
| Titulo                          | Destalhes do Álbum                                                                      | Posição nos Charts | Posição nos Charts | Posição nos Charts | Posição nos Charts | Posição nos Charts | Posição nos Charts | Posição nos Charts | Posição nos Charts | Posição nos Charts | Posição nos Charts | Certificações |
| Titulo                          | Destalhes do Álbum                                                                      | EUA                | EUA R&B            | AUS                | CAN                | FRA                | NOR                | NZ                 | SWE                | SWI                | Reino Unido        | Certificações |
| ------------------------------- | --------------------------------------------------------------------------------------- | ------------------ | ------------------ | ------------------ | ------------------ | ------------------ | ------------------ | ------------------ | ------------------ | ------------------ | ------------------ | --- |
| The Miseducation of Lauryn Hill | - Lançamento: 25 de Agosto de 1998 - Gravadoras: Columbia, Ruffhouse - Formatos: CD, LP | 1                  | 1                  | 2                  | 1                  | 3                  | 2                  | 5                  | 3                  | 11                 | 2                  | RIAA: 8× Platina ARIA: Platina BPI: 3× Platina IFPI SWE: Platina IFPI SWI: Ouro MC: 7× Platina RIANZ: 3× Platina SNEP: 2× Platina |

### Álbuns ao vivo
| Titulo                | Detalhes do Álbum                                                   | Peak chart positions | Peak chart positions | Peak chart positions | Peak chart positions | Peak chart positions | Peak chart positions | Peak chart positions | Peak chart positions | Peak chart positions | Peak chart positions | Certificações             |
| Titulo                | Detalhes do Álbum                                                   | EUA                  | EUA R&B              | AUS                  | CAN                  | FRA                  | NOR                  | NZ                   | SWE                  | SWI                  | Reino Unido          | Certificações             |
| --------------------- | ------------------------------------------------------------------- | -------------------- | -------------------- | -------------------- | -------------------- | -------------------- | -------------------- | -------------------- | -------------------- | -------------------- | -------------------- | ------------------------- |
| MTV Unplugged No. 2.0 | - Lançamento: 7 de Maio de 2002 - Gravadora: Columbia - Formato: CD | 3                    | 2                    | 16                   | 9                    | 4                    | 5                    | 35                   | 10                   | 3                    | 40                   | RIAA: Platina MC: Platina |

## Filmografia
| Ano  | Filme                    | Personagem            |
| ---- | ------------------------ | --------------------- |
| 1991 | As the World Turns       | Kira Johnson          |
| 1992 | Here and Now             | Participação          |
| 1993 | King of the Hill         | Operadora do Elevador |
| 1993 | Mudança de Hábito 2      | Rita Louise Watson    |
| 1996 | ABC Afterschool Specials | Malika                |
| 1997 | Restaurant               | Leslie                |
| 1998 | Hav Plenty               | Debra                 |
| 2014 | Concerning Violence      | Narradora             |